# Ingrid Segerstedts gymnasium
Ingrid Segerstedts gymnasium är en fristående gymnasieskola belägen på Södra Vägen i Göteborg. Skolan är uppkallad efter politikern och journalisten Ingrid Segerstedt-Wiberg och verksamheten bedrivs i hennes anda. Skolan drivs i form av en stiftelse.
Skolans vision är att vara en skola som utbildar unga människor till kunniga och engagerade, modiga och öppna, empatiska och trygga världsmedborgare. Dess elever ska vara beredda att i alla lägen i livet aktivt arbeta för att stärka demokratin, yttrandefriheten, alla människors lika värde, empati och fredliga lösningar av konflikter.
Ingrid Segerstedts gymnasium är en FN-certifierad skola och har i och med det ett samarbete med svenska FN-förbundet. Ingrid Segerstedts gymnasium samarbetar med Amnesty och är en skola för mänskliga rättigheter. Andra samarbetspartners är Segerstedtsinstitutet på Göteborgs universitet och Europeiska ungdomsparlamentet. År 2017 blev även Ingrid Segerstedts gymnasium en av de första HBTQ-certifierade skolorna i landet. 

## Utbildningar
Skolan erbjuder fyra högskoleförberedande utbildningsvägar inom ramen för ekonomiprogrammet och det samhällsvetenskapliga programmet. De fyra utbildningsvägar som erbjuds är:
- Europa och världen – Samhällsvetenskapligt program med inriktning mot samhällsvetenskap
- Identitet och Mångfald – Samhällsvetenskapligt program med inriktning mot beteendevetenskap
- Journalistik och Samhälle – Samhällsvetenskapligt program med inriktning mot media, information och kommunikation
- Rättvisa och Diplomati – Ekonomiprogrammet med inriktning mot juridik

## Ingrid Segerstedts elevkår
Ingrid Segerstedts elevkår bildades hösten 2011. Elevkåren är en fristående organisation vars syfte är att skapa en mer givande skoltid för eleverna. Detta genom att arrangera event som skapar gemenskap och glädje men även genom att påverka skolledningen och försöka skapa en bättre arbetsmiljö för eleverna. Dessutom har elevkåren utnämnts till "Årets Elevkår 2023"